# Мельстер Тарас Юрійович
Тарас Юрійович Мельстер (1991—2022) — український військовослужбовець, учасник російсько-української війни.

## Життєпис
Народився 11 квітня 1991 року в місті Кіровоград. Працював в IT-сфері.
Після початку повномасштабного вторгнення разом зі своєю дружиною долучилися до захисту України в лавах ТрО. Проходили службу у 121 ОБрТрО.
Загинув разом зі своєю дружиною Мельстер Ольгою, 21 червня 2022 року в Луганській області. Похований на Далекосхідному кладовищі у Кропивницькому.

## Нагороди
- Орден «За мужність» III ступеня[2].